# Каспранский, Ахметкамал Ахмадинурович
Ахметкамал Ахмадинурович Каспранский (Измайлов) (тат. Әхмәткамал Әхмәдинур улы Каспрански; 27 августа 1895, Бейкеево, Уфимская губерния — 10 декабря 1937, Уфа) — советский государственный и партийный деятель. Ответственный (1-й) секретарь Башкирского областного комитета РКП(б) (март — май 1920). Член Президиума Башкирского военно-революционного комитета.

## Биография
Каспранский Ахметкамал Ахмадинурович родился 27 августа 1895 года в деревне Бейкеево (ныне — в Кушнаренковском районе Башкортостана) в семье имама-хатиба Ахмадинура Каспранского. По национальности татарин.
Его дед Исмагил был беднейшим крестьянином села Тукмаклы. Отец работал у баев в работниках, потом прислуживая учителям. В 1890 году, после сдачи экзамена при духовном управлении, был назначен имамом-хатибом в деревне Бейкеево Топорнинского (Кушнаренковского) района. Его первая жена умерла от туберкулеза. Второй раз женился на дочери богатого крестьянина Юсупа Галеева, которой было 17 лет. Родились дети: сыновья Рухилбаян (1892 г.), вторым был — Ахметкамал (1895 г.), две дочери.
С 1903 по 1909 годы учился в медресе «Усмания» в Уфе. Окончив медресе «Усмания», Ахметкамал поступил в медресе «Хусаиния» в Оренбурге (учебное заведение миллионера Хусаинова) для получения среднего образования. После забастовки учеников с требованиями учиться в медресе и светским предметам (физики, химии) был отчислен и вернулся домой.
Работал библиотекарем в д. Янышево Уфимского уезда (1915—1916).
В 1916 он был призван в армию. Во время Февральской революции 1917 года он был в Петрограде и был избран членом Петроградского мусульманского социалистического комитета.
Места работы: c 1918 по 1919 года — заведующим отделом по делам мусульман, член мусульманской секции Казанского губкома РКП(б). С марта 1920 года был политическим секретарем Башкирского обкома РКП(б).
Протестуя против Декрета ВЦИК и СНК РСФСР «О государственном устройстве Автономной Советской Башкирской Республики» от 19 мая 1920 года, Каспранский оставил пост секретаря обкома. В 1921 году Ахметкамал Ахмадинурович эмигрировал в Турцию, где работал в Советском посольстве переводчиком.
В 1923 году Каспранский вернулся в Россию, работал в Орехово-Зуевском уездном профсовете. В 1930—1937 годах заведовал отделом учёта и статистики Наркомата земледелия БАССР.
Репрессирован в 1937 году. Расстрелян 10 декабря 1937 года. Его дети: дочь Майя 7 лет, сын Булат, которому не было и года, остались сиротами. Жена Марьям-ханум, ткачиха, умерла в 1991 году, похоронена в Москве.
Реабилитирован Ахметкамал Ахмадинурович в 1956 году.